# Bajram Hasani
Bajram Hasani (ur. 15 lipca 1982 w Vitinie) – kosowski ekonomista i przedsiębiorca, minister handlu i przemysłu Kosowa. Jest udziałowcem kosowskiego przedsiębiorstwa City Projects SHPK. Od założenia partii Socjaldemokratyczna Inicjatywa w 2014 roku pełni funkcję przewodniczącego oddziału tej partii w Gnjilanem.

## Życiorys
Ukończył studia ekonomiczne na Uniwersytecie w Prisztinie, następnie studiował marketing na Uniwersytecie w Tiranie oraz zarządzanie na Państwowym Uniwersytecie w Tetowie.
W latach 2005–2013 pracował w banku NLB Bank JSC. We wrześniu 2017 objął funkcję ministra handlu i przemysłu.

## Życie prywatne
Bajram Hasani mieszka w Gnjilanem, ma żonę i czworo dzieci.